# آدریا کارمونا
آدریا کارمونا پرز(به اسپانیایی: Adrià Carmona Pérez) (زاده ۸ فوریه ۱۹۹۲) هافبک هجومی اسپانیایی است.